# Heteropternis
Heteropternis is een geslacht van rechtvleugeligen uit de familie veldsprinkhanen (Acrididae). De wetenschappelijke naam van dit geslacht is voor het eerst geldig gepubliceerd in 1873 door Stål.

## Soorten
Het geslacht Heteropternis omvat de volgende soorten:
- Heteropternis cheesmanae Uvarov, 1935
- Heteropternis coerulea Schulthess Schindler, 1899
- Heteropternis couloniana Saussure, 1884
- Heteropternis descampsi Roy, 1969
- Heteropternis guineensis Blanchard, 1853
- Heteropternis guttifera Kirby, 1902
- Heteropternis latisterna Wang & Xia, 1992
- Heteropternis micronus Huang, 1981
- Heteropternis minuta Uvarov, 1934
- Heteropternis motuoensis Yin, 1984
- Heteropternis obscurella Blanchard, 1853
- Heteropternis pudica Serville, 1838
- Heteropternis pugnax Bolívar, 1912
- Heteropternis qinghaiensis Wang & Zheng, 1992
- Heteropternis respondens Walker, 1859
- Heteropternis robusta Bey-Bienko, 1951
- Heteropternis royi Mestre, 1988
- Heteropternis rufipes Shiraki, 1910
- Heteropternis sarimahii Mahmood, Samira, Salmah & Idris, 2008
- Heteropternis thoracica Walker, 1870